# Eduardo Gudiño Kieffer
Eduardo Gudiño Kieffer (* 2. November 1935 in Esperanza; † 20. September 2002 in Buenos Aires) war ein argentinischer Schriftsteller.

## Leben
Eduardo Gudiño Kieffer studierte ursprünglich Jura, war aber nicht auf dem Gebiet tätig. Er war Teil des Booms lateinamerikanischer Literatur in den 1960er Jahren und verfasste Romane, Kurzgeschichten, Essays, Kinderbücher, Drehbücher und Theaterstücke. Gudiño Kieffer war außerdem als Journalist tätig. Seine Bücher wurden in viele Sprachen übersetzt, darunter ins Englische, Französische, Portugiesische, Niederländische und Polnische. Gudiño Kieffer war auch Jurymitglied in mehreren Literaturwettbewerben. Aufgrund seiner Werke, die oftmals von Buenos Aires handelten, wurde er zur „Ciudadano Ilustre de la Ciudad“ (Bemerkenswerter Bürger von Buenos Aires) ernannt. Er war geschieden und hinterließ drei Kinder, Florencio, Nicolás and Agustín, von denen keines in seine Fußstapfen trat.

## Werke
Romane
- Fabulario (Sammlung von Kurzgeschichten) (1960)
- Para comerte mejor (1968)
- Guía de pecadores (1972)
- La hora de María y el pájaro de oro (1975)
- Será por eso que la quiero tanto (1975)
- Medias negras, peluca rubia (1979)
- Ta te tías y otros cuentos (1980)
- Jaque a Pa y Ma (1982)
- No son tan Buenos tus Aires (1982)
- ¿Somos? (1982)
- Un ángel en patitas (1984)
- Magia blanca (1986)
- Buenos Aires por arte de magia (1986)
- Historia y cuentos del alfabeto (1987)
- Angeles buscando infancia (1987)
- Kerkya, Kerkyra (1988)
- Nombres de mujer (1988)
- Bajo amor en alta mar (1994)
- El príncipe de los lirios (1995)
- Malas malísimas (1998)
- Diez fantasmas de Buenos Aires (1998)

Essays
- Carta abierta a Buenos Aires violento (1970)
- Manual para nativos pensantes (1985)
- A Buenos Aires (1986)
- El peinetón (1986)

Drehbücher
- Vení conmigo (1972)
- La hora de María y el pájaro de oro (1975)
- Desde el abismo (1980)
- ¿Somos? (1982).